# ShunKan
ShunKan(シュンカン)とは関西地方を中心に活動する男性若手俳優により構成されたグループである。所属事務所はACT-21。

## 概要
グループ名の由来は『旬な関西人』の略で、2010年10月に行われた所属事務所のオーディションにより関西在住のメンバーで結成。

## メンバー
| 名前                   | かな            | 生年月日      | 出身地   | 身長・体重 |
| ---------------------- | --------------- | ------------- | -------- | ---------- |
| 彦太（二代目リーダー） | げんた          | 1988年6月26日 | タイ     | 173cm 58kg |
| 武田尚也               | たけだ なおや   | 1989年4月10日 | 大阪府   | 170cm 59kg |
| 山崎雅也               | やまさき まさや | 1991年1月4日  | 和歌山県 | 182cm 58kg |
| 上垣克也               | うえがき かつや | 1987年4月27日 | 大阪府   | 178cm 63kg |

※以前はモデルの長谷和征も在籍していたが、
現在は脱退している。理由は不明。

## 出演

### 映画
- タクミくんシリーズ「あの、晴れた青空」(2011年)

### イベント
ユニセフカップ・芦屋国際ファンラン
西宮チャリティーコンサート
泉北なつ・ゆめ・まつり
9月Sterberry Jam Festa in レインボウタウンFM
　　　MEN-tertainment
ユニセフカップ・西宮国際ハーフマラソン
☆北浜ユーストリーム「シュシュっとシュンカン」
レギュラー出演中
☆関西テレビ「微笑みのアジア」レギュラー出演